# نوبو مارويوما
نوبو مارويوما (باليابانية: 丸山 展生) (5 أبريل 1974 في كيوتو في اليابان – )؛ هو لاعب كرة قدم سابق كان يلعب كمدافع.